# Harry Kalven
Harry Kalven Jr. (11 de setembro de 1914 - 29 de outubro de 1974) foi um jurista norte-americano, considerado um dos mais proeminentes juristas do século XX.  Ele foi o Professor de Direito Harry A. Bigelow na Escola de Direito da Universidade de Chicago. Kalven foi co-autor, com Charles O. Gregory (e mais tarde Richard Epstein), de um livro amplamente utilizado na área de danos, Cases and Materials on Torts. Kalven também foi um importante estudioso no campo do direito constitucional, particularmente na área da primeira emenda. Kalven foi autor ou coautor de vários livros e artigos seminais, incluindo "The Contemporary Function of the Class Suit", um dos artigos mais citados na história da lei americana e amplamente considerado o fundamento da moderna ação coletiva.  Ele também foi co-autor de um estudo empírico pioneiro de The American Jury com seu colega de Chicago, Hans Zeisel. 
Ele cunhou o termo veto de Heckler.  
Ele foi o presidente do comitê que produziu o que ficou conhecido como o "Relatório Kalven",  um documento que delineava o papel da Universidade de Chicago "na ação política e social".